# Manuel Bartlett Bautista
Manuel Bartlett Bautista (Tenosique, 23 december 1894 - Mexico-Stad, 24 april 1963) was een Mexicaans politicus en jurist.
Bartlett studeerde rechtsgeleerdheid aan de Universiteit van Tabasco maar werd weggestuurd nadat hij in 1913 de moord op president Francisco I. Madero en vicepresident José María Pino Suárez had bekritiseerd. Hij trok naar Mexico-Stad waar hij in 1920 zijn studie afmaakte. Bartlett werd door president Lázaro Cárdenas aangewezen in het Hooggerechtshof.
In 1953 werd hij gekozen tot gouverneur van zijn geboortestaat Tabasco, maar trad twee jaar later na politieke onlusten vroegtijdig af. Hij overleed in 1963. Bartletts zoon Manuel Bartlett Díaz is eveneens politicus, en was minister van binnenlandse zaken en gouverneur van Puebla.